# Incestophantes annulatus
Incestophantes annulatus es una especie de araña araneomorfa del género Incestophantes, familia Linyphiidae. Fue descrita científicamente por Kulczyński en 1882.
Se distribuye por Europa. El cuerpo de esta especie mide aproximadamente 2,2-3 milímetros de longitud. Se ha encontrado a altitudes de 1700-2300 metros.